# Lilienfeldstrahlung

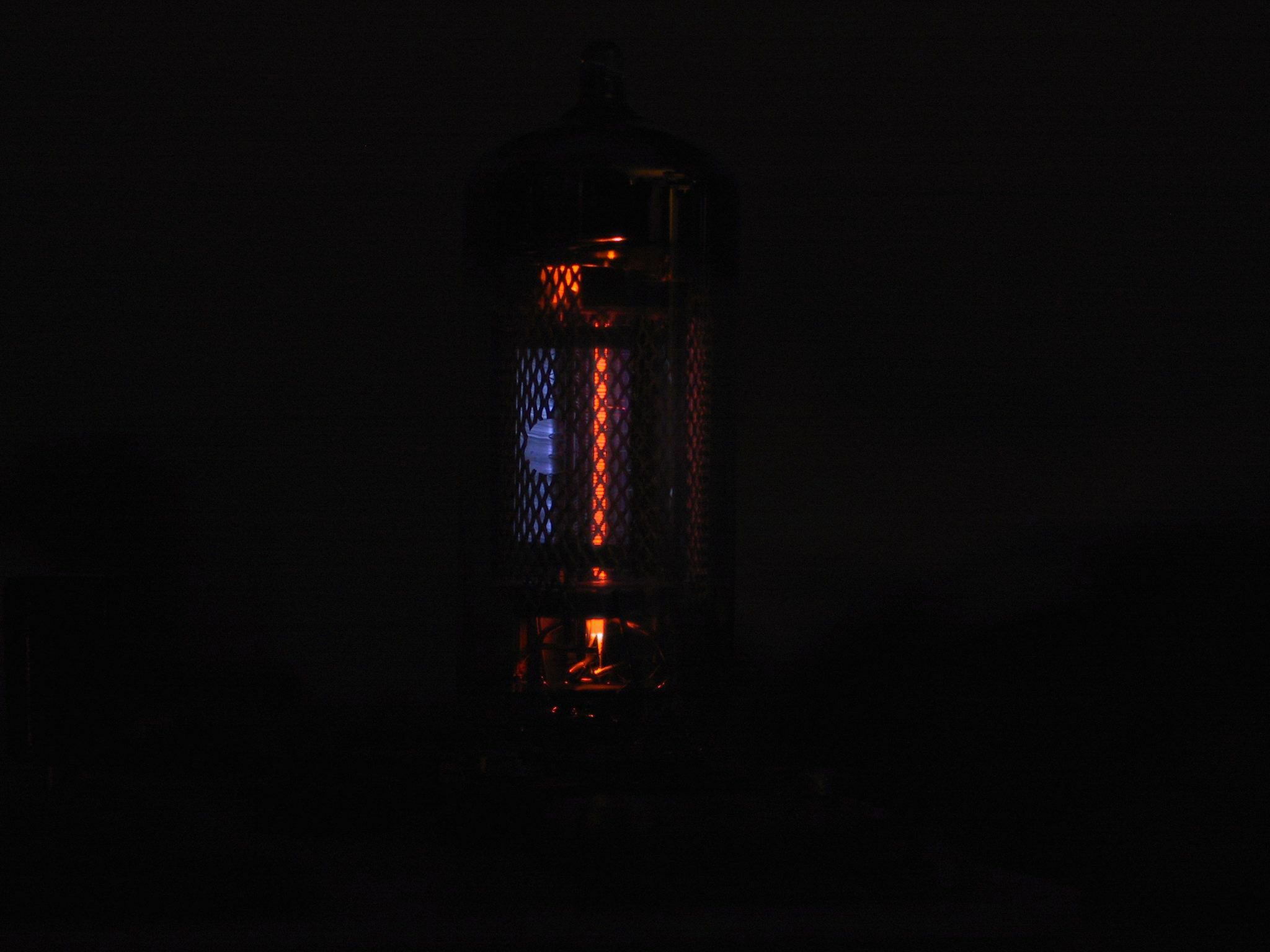
Blaue Lichterscheinung an der Anode einer Röhre EF89, im Dunkeln fotografiert

Die Lilienfeldstrahlung ist in der Elektrodynamik eine Form der Übergangsstrahlung. Sie wurde nach ihrem Entdecker Julius Edgar Lilienfeld benannt, der die Strahlung 1919 zuerst beschrieb, nachdem er einen Elektronenstrahl der Energie 5 keV auf eine Metalloberfläche treffen ließ.
Die Lilienfeldstrahlung hat eine blau-graue bzw. grau-weiße Farbe. Ihre Ursache war zunächst unklar, denn sie konnte nicht durch die Erwärmung des Metalls erklärt werden. Verschiedene Erklärungsversuche standen in Konkurrenz zueinander, darunter die Theorie, es handele sich um den sichtbaren Ausläufer der Bremsstrahlung.
1946 veröffentlichten Witali Lasarewitsch Ginsburg und Ilja Michailowitsch Frank ihre Theorie der sogenannten Übergangsstrahlung, welche die Lilienfeldstrahlung als Effekt des Durchgangs geladener Teilchen durch Grenzflächen zwischen Stoffen verschiedener Dielektrizitätskonstanten erklärte. In der Folge wurde die Lilienfeldstrahlung auch experimentell als eine Form der Übergangsstrahlung nachgewiesen.